# Aberfeldy
Aberfeldy je skotská palírna společnosti John Dewar's and sons/Bacardi Ltd. nacházející se ve městě Aberfeldy v hrabství Perthshire, jenž vyrábí skotskou sladovou malt whisky.

## Historie
Palírna byla založena v roce 1896 baronem Tommy Dewarem. Tato palírna leží poblíž soutoku řeky Tay a Tummel a je poměrně neznámou palírnou. V palírně se nacházejí 4 naprosto stejné destilační kotle a lihový kotel pojme 20 372 litrů. Produkuje whisky značky Aberfeldy, což je 15letá whisky s obsahem alkoholu 43%. Část produkce se používá do míchaných whisek. Tato whisky je kořenito-rašelinová s bohatým sladovým charakterem.

## Galerie

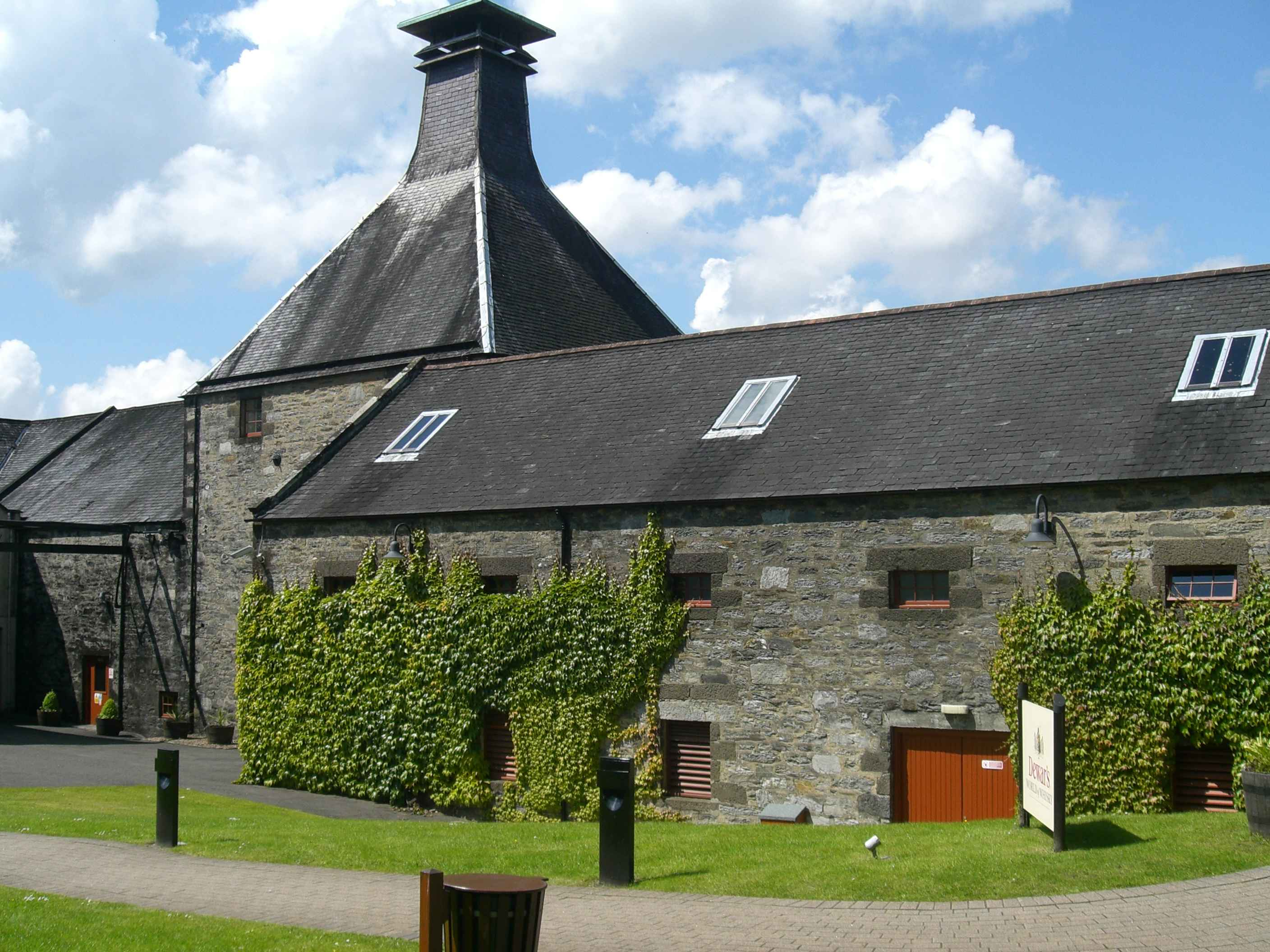
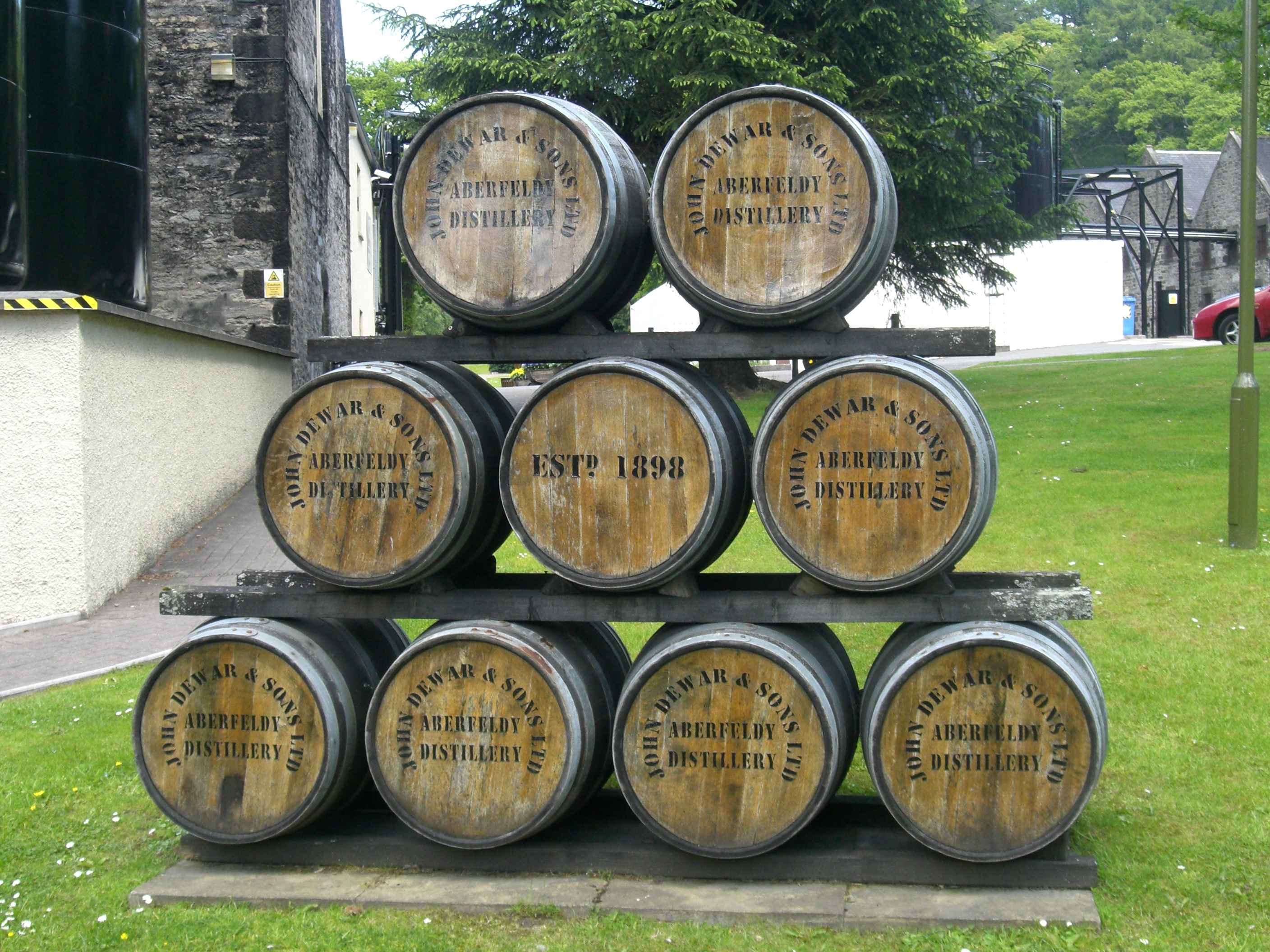